# Constantino I de Cilicia
Constantino, también conocido como Kostandin I Bardzabertsi (en armenio Կոնստանդին Ա Բարփրբերդցի) fue Catholicos de la Iglesia Apostólica Armenia de 1221 a 1267, año de su muerte. La sede del Catolicosado en esta época se encontraba en el Petite-Armenia, en Hromgla, donde sucedió a Juan VI el Magnífico, también conocido como Juan VI Medzabaro y fue sucedido por Jacobo I el Erudito, conocido como Jacobo I de Kla.
Este Catholicós lideró una sostenida acción ecuménica. Junto con el rey Hethum I de Armenia, mantuvo una amplia correspondencia con los patriarcas de Constantinopla Germán II y Manuel II de Constantinopla. Estos intercambios infructuosos incitaron a la Iglesia armenia a acercarse a Roma: el papado obtuvo así en 1251 el reconocimiento del primado del Papa y de la doble procesión del Espíritu Santo. Roma por su parte reconoció el rito armenio.
Constantino I también llevó a cabo una reforma de la disciplina eclesiástica en 1243. Por último, este Catholicós mecenas es conocido por ser uno de los principales mecenas del miniaturista Toros Roslin.